# Richard Hawley
Richard Willis Hawley, nacido en Sheffield 17 de enero de 1967, es un cantante británico que se inició en los grupos Longpigs y Treebound Story. Después pasó a formar parte como guitarrista del grupo Pulp debido a su amistad con Jarvis Cocker, abandonando el grupo para comenzar su carrera en solitario, en la que ha editado 9 discos: Richard Hawley en 2001, Late Night Final en 2002, Lowedges en el 2003, Cole´s Corner en 2005, Lady´s Bridge en 2007, Truelove's Gutter en 2009, Standing At The Sky's Edge en 2012,  Hollow Meadows en 2015 y Further en 2019.
Hawley también prestó su voz para el sencillo "Rewind the Film" del álbum con el mismo nombre de la banda británica Manic Street Preachers de 2013.  En 2012 colaboró con Arctic Monkeys en la canción 'You And I'. En 2017 colaboró en la banda sonora del film Funny Cow, en la que también participó Ollie Trevers.

## Discografía

### Álbumes de estudio
- Richard Hawley (Setanta) (2001) (álbum relanzado que incluye todos los sencillos y b-sides)
- Late Night Final (Setanta) (2001)
- Lowedges (Setanta) (2003) (UK #169)
- Coles Corner (Mute) (2005) (UK #37)
- Lady's Bridge (Mute) (2007) (UK #6)
- Truelove's Gutter (Mute) (2009) (UK #17)
- Standing At The Sky's Edge (2012) (UK #3)
- Hollow Meadows (2015)
- Further (2019)
- In This City They Call You Love (2024)